# Phoroncidia puketoru
Phoroncidia puketoru är en spindelart som först beskrevs av Marples 1955.  Phoroncidia puketoru ingår i släktet Phoroncidia och familjen klotspindlar. Inga underarter finns listade i Catalogue of Life.